# باشگاه فوتبال کرو آلکساندرا
باشگاه فوتبال کرو الکساندرا (به انگلیسی: Crewe Alexandra Football Club) یک باشگاه فوتبال در شهر کرو، انگلستان، کشور انگلستان است که در سال ۱۸۷۷ میلادی تأسیس شده‌است.این تیم برای اولین بار در سال۱۹۶۰در جام حذفی انگلیس به میدان رفت که در همان زمان نیز پرگلترین و بدترین باخت تاریخ فوتبالش رقم خورد.آنها مقابل تیم قدرتمند آن دوره یعنی تاتنهام ۱۳-۲شکست خوردند که بدترین باخت دوران حضورشان در جام حذفی انگلیس بود.